# Oscar 1998
A 70.ª cerimônia do Oscar ou Oscar 1998 (no original: 70th Academy Awards), apresentada pela Academia de Artes e Ciências Cinematográficas (AMPAS), homenageou os melhores filmes, atores e técnicos de 1997. Aconteceu em 23 de março de 1998 no Shrine Auditorium, em Los Angeles, às 16 horas no horário local. Durante a cerimônia, foram distribuídos os prêmios da Academia em vinte e quatro categorias, e a transmissão ao vivo foi realizada pela rede televisiva estadunidense American Broadcasting Company (ABC), com produção de Gil Cates e direção de Louis J. Horvitz. O ator Billy Crystal foi o anfitrião do evento pela sexta vez, que havia apresentado pela primeira vez o Oscar 1990 e pela última, até então, no ano anterior. Aproximadamente um mês antes, em 28 de fevereiro de 1999, uma cerimônia no Beverly Wilshire Hotel, em Beverly Hills, Califórnia, foi realizada para a entrega do Oscar por Realização Técnicas sob apresentação de Ashley Judd.
Titanic venceu onze categorias, incluindo a conquista de melhor filme, empatando com Ben-Hur e The Lord of the Rings: The Return of the King. Destacaram-se também As Good as It Gets, Good Will Hunting, e L.A. Confidential com dois prêmios. No Brasil, a edição recebeu grande destaque pela participação de O Que É Isso, Companheiro? em melhor filme estrangeiro. A apresentação televisionada contabilizou 57 milhões de telespectadores nos Estados Unidos, tornando-se a mais assistida na história da premiação.

## Indicados e vencedores
Os indicados ao Oscar 1998 foram anunciados em 10 de fevereiro de 1998, no Samuel Goldwyn Theater em Beverly Hills, por Robert Rehme, presidente da Academia, e pela atriz Geena Davis. Titanic recebeu indicação a quatorze categorias; em seguida veio Good Will Hunting e L.A. Confidential, ambos com nove.
Os vencedores foram anunciados durante a cerimônia de premiação em 23 de março de 1998. Com onze prêmios, Titanic se igualou a Ben-Hur e é um dos filmes mais premiados na história do Oscar. Também se tornou a primeira película desde The Sound of Music (1965), a ganhar melhor filme sem ser indicado a melhor roteiro (sendo original ou adaptado). Jack Nicholson se consagrou como quarto ator a vencer três estatuetas do Oscar por atuação. Por suas atuações como Rose DeWitt Bukater em Titanic, Kate Winslet e Gloria Stuart foram indicadas a melhor atriz e melhor atriz coadjuvante, respectivamente, tornando-se a primeira dupla de atrizes nomeadas por interpretar o mesmo personagem no mesmo filme.

### Prêmios
Indica o vencedor dentro de cada categoria.
| Melhor Filme Titanic – James Cameron e Jon Landau - As Good as It Gets – James L. Brooks, Bridgit Johnson e Kristi Zea - The Full Monty – Uberto Pasolini - Good Will Hunting – Lawrence Bender - L.A. Confidential – Arnon Milchan, Curtis Hanson e Michael Nathanson                                   | Melhor Diretor James Cameron – Titanic - Peter Cattaneo – The Full Monty - Gus Van Sant – Good Will Hunting - Curtis Hanson – L.A. Confidential - Atom Egoyan – The Sweet Hereafter |
| Melhor Ator/Actor (Principal) Jack Nicholson – As Good as It Gets como Melvin Udall - Matt Damon – Good Will Hunting como Will Hunting - Dustin Hoffman – Wag the Dog como Stanley Motss - Robert Duvall – The Apostle como Euliss "Sonny" Dewey - Peter Fonda – Ulee's Gold como Ulysses "Ulee" Jackson | Melhor Atriz/Actriz (Principal) Helen Hunt – As Good as It Gets como Carol Connelly - Kate Winslet – Titanic como Rose DeWitt Bukater - Julie Christie – Afterglow como Phyllis Mann - Helena Bonham Carter – The Wings of the Dove como Kate Croy - Judi Dench – Mrs. Brown como Rainha Vitória |
| Melhor Ator/Actor Coadjuvante/Secundário Robin Williams – Good Will Hunting como Sean Maguire - Greg Kinnear – As Good as It Gets como Simon Bishop - Robert Forster – Jackie Brown como Max Cherry - Burt Reynolds – Boogie Nights como Jack Horner - Anthony Hopkins – Amistad como John Quincy Adams  | Melhor Atriz/Actriz Coadjuvante/Secundária Kim Basinger – L.A. Confidential como Lynn Bracken - Gloria Stuart – Titanic como Rose Dawson Calvert - Joan Cusack – In & Out como Emily Montgomery - Julianne Moore – Boogie Nights como Amber Waves/Maggie - Minnie Driver – Good Will Hunting como Skylar |
| Melhor Roteiro/Argumento - Original Good Will Hunting – Matt Damon e Ben Affleck - Deconstructing Harry – Woody Allen - The Full Monty – Simon Beaufoy - As Good as It Gets – Mark Andrus e James L. Brooks - Boogie Nights – Paul Thomas Anderson                                                       | Melhor Roteiro/Argumento - Adaptado L.A. Confidential – Brian Helgeland e Curtis Hanson por L.A. Confidential de James Ellroy - Donnie Brasco – Paul Attanasio por Donnie Brasco de Joseph D. Pistone e Richard Woodley - The Sweet Hereafter – Atom Egoyan por The Sweet Hereafter de Russell Banks - Wag the Dog – David Mamet e Hilary Henkin por Wag the Dog de Larry Beinhart - The Wings of the Dove – Hossein Amini por The Wings of the Dove de Henry James |
| Melhor Filme EstrangeiroKarakter ( Países Baixos) – Mike van Diem - Jenseits der Stille ( Alemanha) – Caroline Link - O Que É Isso, Companheiro? ( Brasil) – Bruno Barreto - Secretos del corazón ( Espanha) – Montxo Armendáriz - Vor ( Rússia) – Pavel Chukhray                                        | Melhor Canção Original "My Heart Will Go On" por Titanic – James Horner e Will Jennings - "Go the Distance" por Hercules – Alan Menken e David Zippel - "Journey to the Past" por Anastasia – Stephen Flaherty e Lynn Ahrens - "How Do I Live" por Con Air – Diane Warren - "Miss Misery" por Good Will Hunting – Elliott Smith |
| Melhor Documentário em Longa-metragemThe Long Way Home – Marvin Hier e Richard Trank - 4 Little Girls – Spike Lee e Sam Pollard - Ayn Rand: A Sense of Life – Michael Paxton - Colors Straight Up – Michèle Ohayon e Julia Schachter - Waco: The Rules of Engagement – Dan Gifford e William Gazecki     | Melhor Documentário em Curta-metragem A Story of Healing – Donna Dewey e Carol Pasternak - Alaska: Spirit of the Wild – George Casey e Paul Novros - Amazon – Kieth Merrill e Jonathan Stern - Family Video Diaries: Daughter of the Bride – Terri Randall - Still Kicking: The Fabulous Palm Springs Follies – Mel Damski e Andrea Blaugrund |
| Melhor Curta-metragem Visas and Virtue – Chris Tashima e Chris Donahue - Dance Lexie Dance – Tim Loane - It's Good to Talk – Roger Goldby e Barney Reisz - Sweethearts? – Birger Larsen e Thomas Lydholm - Wolfgang – Anders Thomas Jensen e Kim Magnusson                                               | Melhor Animação em Curta-metragem Geri's Game – Jan Pinkava - Famous Fred – Joanna Quinn - The Old Lady and the Pigeons – Sylvain Chomet - Redux Riding Hood – Steve Moore e Dan O'Shannon - Rusalka – Alexander Petrov |
| Melhor Trilha Sonora/Banda Sonora - Drama Titanic – James Horner - Amistad – John Williams - Good Will Hunting – Danny Elfman - Kundun – Philip Glass - L.A. Confidential – Jerry Goldsmith | Melhor Mixagem de Som Titanic – Gary Rydstrom, Tom Johnson, Gary Summers e Mark Ulano - Air Force One – Paul Massey, Rick Kline, Doug Hemphill e Keith A. Wester - Con Air – Kevin O'Connell, Greg P. Russell e Art Rochester - Contact – Randy Thom, Tom Johnson, Dennis S. Sands e William B. Kaplan - L.A. Confidential – Andy Nelson, Anna Behlmer e Kirk Francis                                                                                               |
| Melhor Trilha Sonora/Banda Sonora - Comédia The Full Monty – Anne Dudley - Anastasia – Stephen Flaherty, Lynn Ahrens e David Newman - As Good as It Gets – Hans Zimmer - Men in Black – Danny Elfman - My Best Friend's Wedding – James Newton Howard                                                    | Melhor Edição de Som Titanic – Tom Bellfort e Christopher Boyes - Face/Off – Mark Stoeckinger e Per Hallberg - The Fifth Element – Mark Mangini |
| Melhor Direção de Arte Titanic – Peter Lamont e Michael D. Ford - Gattaca – Jan Roelfs e Nancy Nye - Kundun – Dante Ferretti e Francesca Lo Schiavo - L.A. Confidential – Jeannine Oppewall e Jay Hart - Men in Black – Bo Welch e Cheryl Carasik                                                        | Melhor Cinematografia/Fotografia Titanic – Russell Carpenter - Amistad – Janusz Kamiński - Kundun – Roger Deakins - L.A. Confidential – Dante Spinotti - The Wings of the Dove – Eduardo Serra |
| Melhor Maquiagem/Caracterização Men in Black – Rick Baker e David LeRoy Anderson - Mrs Brown – Lisa Westcott, Veronica Brebner e Beverley Binda - Titanic – Tina Earnshaw, Greg Cannom e Simon Thompson                                                                                                  | Melhor Figurino/Guarda-Roupa Titanic – Deborah Lynn Scott - Amistad – Ruth E. Carter - Kundun – Dante Ferretti - Oscar and Lucinda – Janet Patterson - The Wings of the Dove – Sandy Powell |
| Melhor Edição/Montagem Titanic – Conrad Buff IV, James Cameron e Richard A. Harris - Air Force One – Richard Francis-Bruce - As Good as It Gets – Richard Marks - Good Will Hunting – Pietro Scalia - L.A. Confidential – Peter Honess                                                                   | Melhores Efeitos Visuais Titanic – Robert Legato, Mark Lasoff, Thomas L. Fisher e Michael Kanfer - The Lost World: Jurassic Park – Dennis Muren, Stan Winston, Randal M. Dutra e Michael Lantieri - Starship Troopers – Phil Tippett, Scott E. Anderson, Alec Gillis e John Richardson |

### Prêmios honorários
- Stanley Donen – Oscar Honorário[20]

### Filmes com mais prêmios e indicações
| Indicações | Filme                 |
| ---------- | --------------------- |
| 14         | Titanic               |
| 9          | Good Will Hunting     |
| 9          | L.A. Confidential     |
| 7          | As Good as It Gets    |
| 4          | Amistad               |
| 4          | The Full Monty        |
| 4          | Kundun                |
| 4          | The Wings of the Dove |
| 3          | Boogie Nights         |
| 3          | Men in Black          |
| 2          | Air Force One         |
| 2          | Anastasia             |
| 2          | Con Air               |
| 2          | Mrs Brown             |
| 2          | The Sweet Hereafter   |
| 2          | Wag the Dog           |

| Vitórias | Filme              |
| -------- | ------------------ |
| 11       | Titanic            |
| 2        | As Good as It Gets |
| 2        | Good Will Hunting  |
| 2        | L.A. Confidential  |

## Apresentadores e atrações musicais
As seguintes personalidades apresentaram categorias ou realizaram números individuais:

### Apresentadores (em ordem de aparição)
| Nome                       | Função |
| -------------------------- | --- |
| Norman Rose                | Anunciou o início da cerimônia |
| Robert Rehme               | Deu boas-vindas aos convidados da cerimônia                                                                                          |
| Cuba Gooding Jr.           | Apresentou a categoria de melhor atriz coadjuvante                                                                                   |
| Elisabeth Shue             | Apresentou a categoria de melhor figurino                                                                                            |
| Dustin Hoffman             | Apresentou a montagem 70 years of Best Picture                                                                                       |
| Neve Campbell              | Introduziu a performance de "Journey to the Past" e "Go the Distance"                                                                |
| Arnold Schwarzenegger      | Apresentou o segmento do filme Titanic                                                                                               |
| Mira Sorvino               | Apresentou a categoria de melhor ator coadjuvante                                                                                    |
| Cameron Diaz               | Apresentou a categoria de melhor mixagem de som                                                                                      |
| Mike Myers                 | Apresentou a categoria de melhor edição de som                                                                                       |
| Sigourney Weaver           | Apresentou o segmento do filme As Good as It Gets                                                                                    |
| Helen Hunt                 | Apresentou a categoria de melhores efeitos visuais                                                                                   |
| Fay Wray                   | Introduziu a apresentação de Ben Affleck e Matt Damon                                                                                |
| Ben Affleck Matt Damon     | Apresentaram as categorias de melhor curta-metragem e melhor curta-metragem de animação                                              |
| Geoffrey Rush              | Apresentou a categoria de melhor atriz                                                                                               |
| Antonio Banderas           | Apresentou a categoria de melhor trilha sonora — drama                                                                               |
| Jennifer Lopez             | Introduziu o número de dança especial e apresentou a categoria de melhor trilha sonora — comédia                                     |
| Drew Barrymore             | Apresentou a categoria de melhor maquiagem                                                                                           |
| Alec Baldwin               | Apresentou o segmento do filme L.A. Confidential                                                                                     |
| Samuel L. Jackson          | Apresentou a categoria de melhor edição                                                                                              |
| Ashley Judd                | Apresentou o segmento Oscar por Realização Técnicas                                                                                  |
| Martin Scorsese            | Apresentou o Oscar Honorário a Stanley Donen                                                                                         |
| Matt Dillon                | Apresentou o segmento do filme Good Will Hunting                                                                                     |
| Madonna                    | Introduziu as performances "How Do I Live", "Miss Misery" e "My Heart Will Go On" e apresentou a categoria de melhor canção original |
| Djimon Hounsou             | Apresentou a categoria de melhor documentário de curta-metragem                                                                      |
| Robert De Niro             | Apresentou a categoria de melhor documentário                                                                                        |
| Whoopi Goldberg            | Apresentou o tributo In Memorian |
| Meg Ryan                   | Apresentou a categoria de melhor direção de arte                                                                                     |
| Robin Williams             | Apresentou a montagem 70 years of Best Picture                                                                                       |
| Frances McDormand          | Apresentou a categoria de melhor ator                                                                                                |
| Sharon Stone               | Apresentou a categoria de melhor filme estrangeiro                                                                                   |
| Jack Lemmon Walter Matthau | Apresentaram as categorias de melhor roteiro original e melhor roteiro adaptado                                                      |
| Denzel Washington          | Apresentou a categoria de melhor fotografia                                                                                          |
| Susan Sarandon             | Apresentou o segmento Oscar Family Album                                                                                             |
| Geena Davis                | Apresentou o segmento do filme The Full Monty                                                                                        |
| Warren Beatty              | Apresentou a categoria de melhor diretor                                                                                             |
| Sean Connery               | Apresentou a categoria de melhor filme                                                                                               |

### Atrações musicais (em ordem de aparição)
| Nome            | Atração |
| --------------- | --- |
| Jerry Goldsmith | "Fanfare for Oscar" |
| Bill Conti      | Orquestra |
| Billy Crystal   | Número de abertura: Titanic (ao som de "The Ballad of Gilligan's Isle" de Gilligan's Island), As Good as It Gets (ao som de "Let's Call the Whole Thing Off" de Shall We Dance), Good Will Hunting (ao som de "Night and Day" de The Gay Divorcee), L.A. Confidential (ao som de "Fascinating Rhythm" por George Gershwin) e The Full Monty (ao som de "Hello, Dolly!" de Hello, Dolly!) |
| Michael Bolton  | "Go the Distance" de Hercules |
| Aaliyah         | "Journey to the Past" de Anastasia |
| Trisha Yearwood | "How Do I Live" de Con Air |
| Elliott Smith   | "Miss Misery" de Good Will Hunting |
| Celine Dion     | "My Heart Will Go On" de Titanic |

## Cerimônia

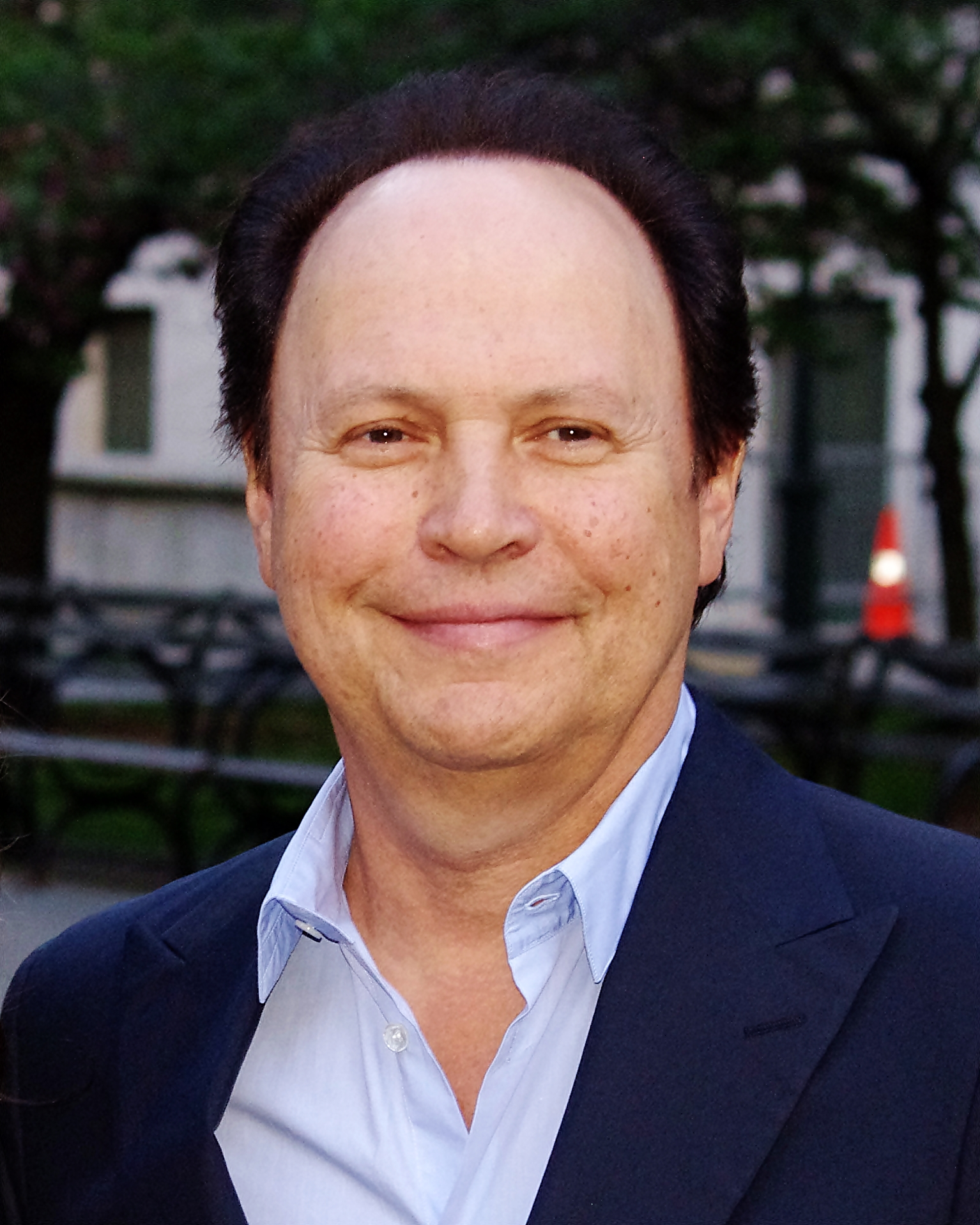
Billy Crystal foi o anfitrião do Oscar 1998.

Em dezembro de 1997, a Academia contratou Gilbert Cates como produtor da transmissão do Oscar. Robert Rehme, presidente da AMPAS, afirmou que "Gil se tornou o produtor frequente da cerimônia, alcançando uma ótima audiência" e finalizou: "suas produções são inteligentes, fascinantes e surpresas". Dias depois, o ator e comediante Billy Crystal foi selecionado para ser o anfitrião do Oscar 1998. Cates explicou sua decisão de trazer Crystal como apresentador: "o desempenho de Billy no ano anterior foi espetacular, não há ninguém como ele". Em um artigo publicado pela USA Today, Crystal pediu à AMPAS uma pausa de cinco meses, mas reconsiderou sua decisão após vários pedidos de amigos e familiares.
Para comemorar o septuagésimo aniversário do Oscar, 70 atores que receberam prêmios competitivos e honorários apareceram no palco da cerimônia no segmento Oscar Family Album. Cada vencedor foi apresentado por Norman Rose e, ao final, Kim Bassinger, Helen Hunt e Robin Williams se reuniram — marcando o maior encontro de grandes atores desde o Oscar 1978. Inúmeras outras figuras do meio cinematográfico participaram da produção e seus eventos relacionados. Bill Conti atuou como diretor musical da cerimônia. O coreógrafo Daniel Ezralow produziu um número de dança para apresentar os nomeados à categoria de melhor trilha sonora em filme de drama ou comédia. Bart, o Urso fez uma aparição surpresa durante a entrega de melhor edição de som ao lado de Mike Myers.

### Bilheteria dos filmes indicados
No dia do anúncio dos filmes indicados, em 10 de fevereiro, o valor bruto somado pelas cinco obras na categoria principal era de 579 milhões de dólares, média de 116 milhões por filme. Titanic assegurou a maior bilheteria entre os aparentes no Oscar 1998, totalizando 338,7 milhões de dólares recibos de mercado doméstico. Em seguida, aparecem As Good as It Gets (92,6 milhões de dólares); Good Will Hunting (68,9 milhões de dólares); L.A. Confidential (39,7 milhões de dólares); e, finalmente, The Full Monty (38,7 milhões de dólares).
Dos cinquenta filmes mais lucrativos do ano de 1997, quinze obras indicadas à cerimônia aparecem na lista: Titanic (1.º); Men in Black (2.º); The Lost World: Jurassic Park (3.º); Air Force One (5.º); My Best Friends Wedding (7.º); Face/Off (9.º); Con Air (12.º), Contact (13.º); Hercules (14.º); As Good as It Gets (16.º); Good Will Hunting (20.º); In & Out (24.º); The Fifth Element (25.º); Anastasia (30.º) e Starship Troopers (34.º).

### Avaliação em retrospecto
O show recebeu críticas positivas de várias publicações da mídia. Howard Rosenberg, crítico do Los Angeles Times, elogiou a apresentação de Crystal e disse que ele "é tão habilidoso em fazer comédias musicais como piadas". O colunista John Carman, do San Francisco Chronicle, destacou que "foi a melhor cerimônia do Oscar em duas décadas". Também elogiando o anfitrião: "ontem à noite, Crystal estava de volta em boa forma". Kay McFadden expôs ao The Seattle Times que "a transmissão ao vivo foi a mais intelectual da televisão".
Entretanto, outros meios de comunicação receberam a transmissão de forma negativa, como a Variety e o Boston Globe. A resenhista Carrie Rickey, do The Philadelphia Inquirer, lamentou que a grande vitória de Titanic "ofuscou um programa de televisão cheio de destaques".

### Recepção e audiência
A popularidade de Titanic conseguiu aumentar a audiência televisiva da cerimônia. Em seu país de origem, a transmissão da ABC atraiu uma média de 57,25 milhões de telespectadores no decorrer do evento, aumento de 29% em relação à audiência do Oscar 1997. Estima-se que 87,50 milhões de pessoas assistiram parcial ou integralmente à cerimônia. Pelo Nielsen Ratings, também obteve números altos à edição anterior, com 35,32% dos televisores sintonizados na rede, total de 55,77 pontos. Conseguindo o posto de maior audiência da história de todo o Oscar e de que qualquer premiação ao vivo da televisão americana.
Em julho de 1998, a apresentação do evento recebeu oito indicações ao Emmy Award, inclusive na categoria de melhor especial de variedades, musical ou comédia. Dois meses depois, na noite da premiação, conquistou cinco dessas indicações: melhor apresentação individual em programa de variedades ou musical (para Billy Crystal), melhor direção em programa de variedades ou musical (para Louis J Horvitz), melhor direção de iluminação em série, minissérie, telefilme ou especial (para Bob Barnhart, Robert Dickinson, Matt Ford e Andy O'Reilly), melhor direção musical (Bill Conti) e melhor mixagem de som em variedades ou musical (para Robert Dickinson, Robert T. Barnhart, Andy O'Reilly e Matt Ford).

## In Memoriam
O tributo anual In Memoriam foi apresentado pela atriz Annette Bening. Em homenagem aos artistas falecidos no ano anterior, a montagem exibida apresentou um trecho do tema principal do filme The Passage, composta por Michael J. Lewis.